# Yoshida Shōin

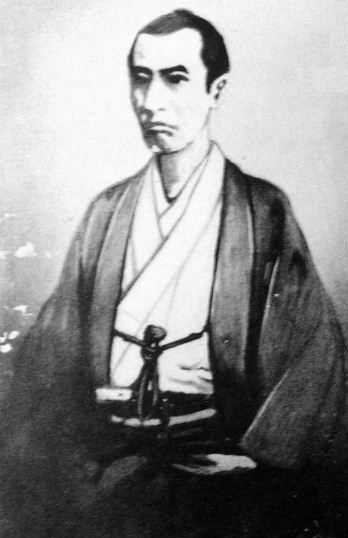
Yoshida Shōin.

Yoshida Shōin (吉田松陰), född den 20 september 1830 i Hagi, död 21 november 1859, var en av de mest framstående japanska intellektuella och filosoferna under  Tokugawashogunatets allra sista dagar 1868. Yoshida föddes in i en gammel samurajfamilj och han lämnade också flera uppmärksammade bidrag under Meijirestaurationen mellan 1866  fram till 1869.

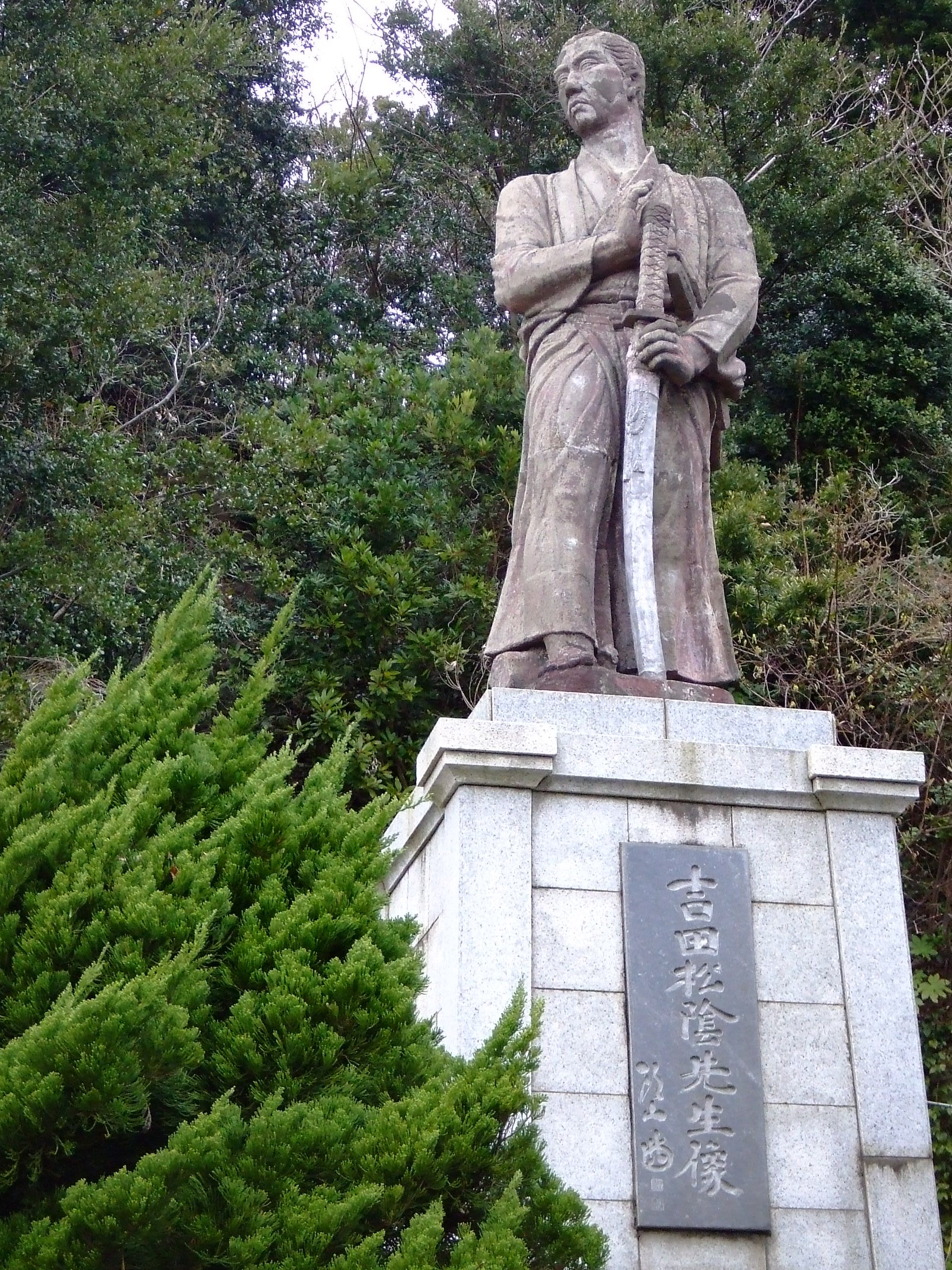
En staty föreställande Yoshida i Shimoda, Shizuoka prefekturen, där han försökte borda ett av Perry's 'svarta skepp'.